# Визулис, Ингус
И́нгус Ви́зулис (латыш. Ingus Vizulis; род. Рига, Латвийская ССР, СССР) — адмирал флота, командующий Военно-морскими силами Латвии.
Родился в Риге. В 1987 году окончил Калининградское высшее военно-морское училище. Проходил службу на корабле Удалой в составе эскадрилий в Тихом океане.
В 1993 году начал службу в НВС Латвии в должности офицера управления Морских сил. В 1995 году был назначен командиром Центрального района Морских сил. В 1999 году назначен начальником оперативной части штаба Морских сил, в 2000 году — начальником штаба Морских сил. Выполнял обязанности атташе по обороне в Великобритании, Нидерландах, США и Канаде. В октябре 2011 года назначен замначальника Объединённого штаба НВС Латвии. В 2016 году выбран командующим Военно-морскими силами Латвии.